# Посёлок совхоза «Останкино»
Совхоза «Останкино» — посёлок сельского типа в Дмитровском районе Московской области, в составе Сельского поселения Габовское. Население — 2043 чел. (2010). В 1994—2006 годах посёлок был центром Габовского сельского округа. В посёлке действуют средняя школа, детский сад № 57 «Одуванчик», дом культуры, школа искусств.
Был образован в начале 1960-х годов в результате перевода головного совхоза из Москвы в связи с передачей его земель под строительство телецентра «Останкино» и Останкинской телебашни.

## Расположение
Посёлок расположен на крайнем юге района, на границе с Солнечногорским, у истоков безымянного правого притока речки Акулиха (бассейн реки Уча), примерно в 30 км на юг от Дмитрова, высота центра над уровнем моря 200 м. Ближайшие населённые пункты — примыкающее на севере Озерецкое и Рыбаки с Агафонихой на западе. Через посёлок проходит региональная автодорога Р-113 Рогачёвское шоссе.

## Население
| 2002 | 2006  | 2010  |
| ---- | ----- | ----- |
| 1823 | ↘1785 | ↗2043 |